# André Navarra

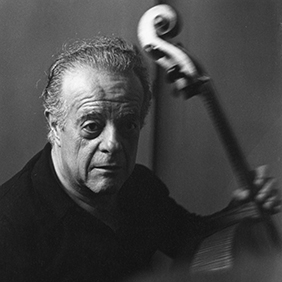
André Navarra

André-Nicolas Navarra (Biarritz, 13 ottobre 1911 – Siena, 31 luglio 1988) è stato un violoncellista francese.

## Biografia
Proveniente da una famiglia di musicisti, si iscrisse al conservatorio di Tolosa quando aveva nove anni, terminandolo a 13 anni, quando vinse il suo primo riconoscimento per l'uso del violoncello. Studio poi al conservatoire national supérieur de musique et de danse de Paris, terminandolo a quindici ottenendo un secondo premio.,
Ebbe come maestri Jules Leopold- Loeb e Charles Tournemire. Conobbe e frequentò Emanuel Feuermann, Alfred Cortot, Jacques Thibaud Jacques Ibert, Florent Schmitt, Arthur Honegger e Pablo Casals. Per sette anni fu membro del quartetto d'archi Krettly Quartet. Si esibì all'Opéra National de Paris, insegnò all'Accademia Musicale Chigiana.